# Yazoo
Pour les articles homonymes, voir Yazoo (homonymie) et Yaz.
Pour l’article ayant un titre homophone, voir Yazz.
 (février 2014).
Si vous disposez d'ouvrages ou d'articles de référence ou si vous connaissez des sites web de qualité traitant du thème abordé ici, merci de compléter l'article en donnant les références utiles à sa vérifiabilité et en les liant à la section « Notes et références ».
Yazoo (ou Yaz aux États-Unis) est un groupe britannique de musique new wave/synthpop en vogue dans les années 1980, formé à Basildon (Angleterre) en avril 1982 par Vince Clarke, qui était auparavant l'un des membres fondateurs du groupe Depeche Mode, et Alison Moyet, une jeune punk à la voix soul.

## Biographie

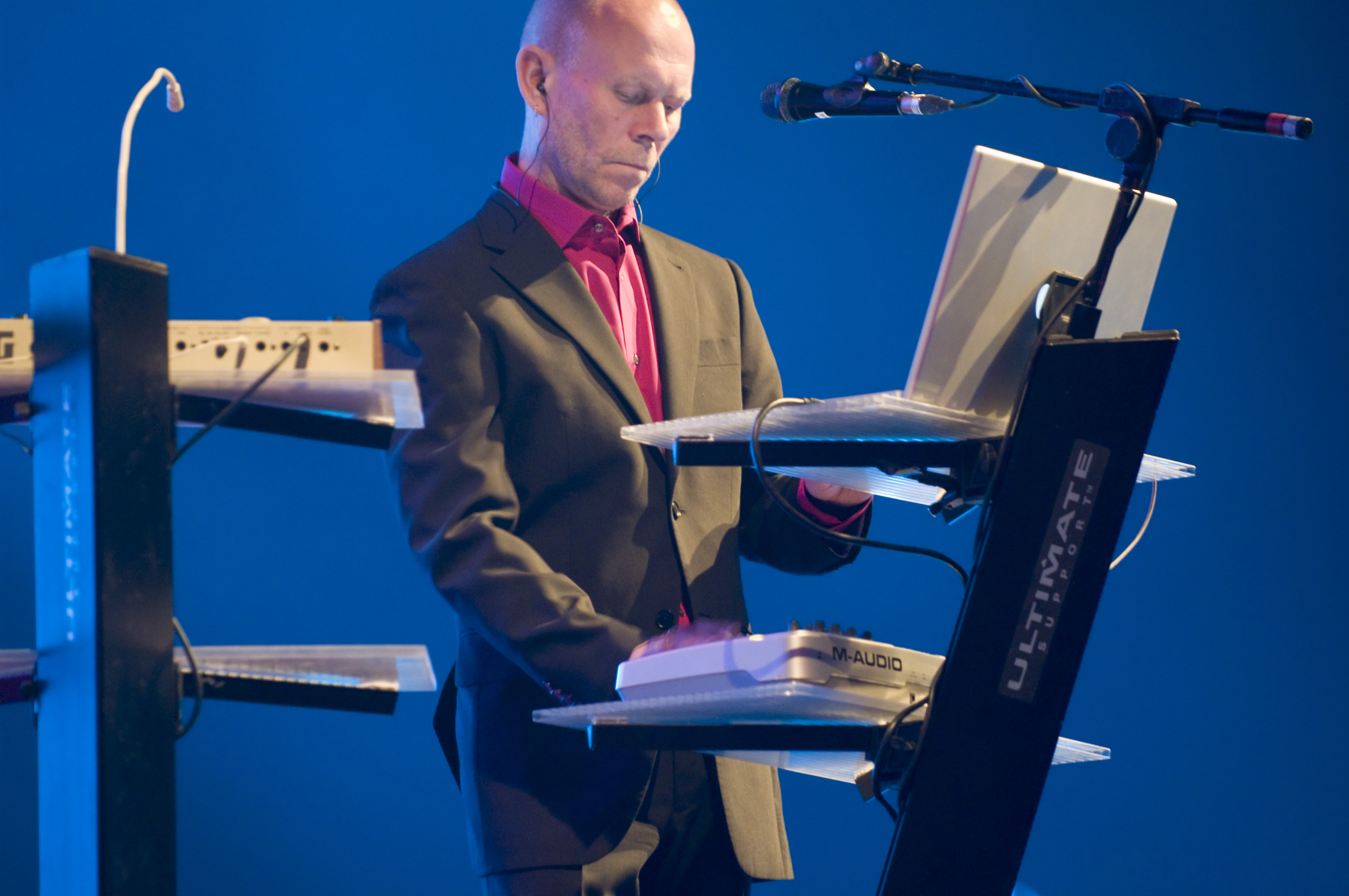
Vince Clarke en concert avec Yazoo à Barcelone le 21 juin 2008.

Les deux jeunes gens avaient croisé leurs chemins en 1981 dans un pub où Alison Moyet jouait avec son groupe alors que la participation de Vince Clarke aux futures apparitions de Depeche Mode se faisait déjà incertaine. Le duo nait officiellement au début de l'année 1982. Depuis le début, avec la sortie du single Only You, le succès est considérable et s'exporte en Europe. Cependant, en juillet 1983, après quelques morceaux qui eurent un grand succès radio (Don't Go, Only You, Situation), et deux albums très bien classés au Royaume-Uni, Vince Clarke et Alison Moyet se séparent au moment de la sortie de leur second album et annoncent la dissolution du groupe, à la grande surprise de leur public britannique. 

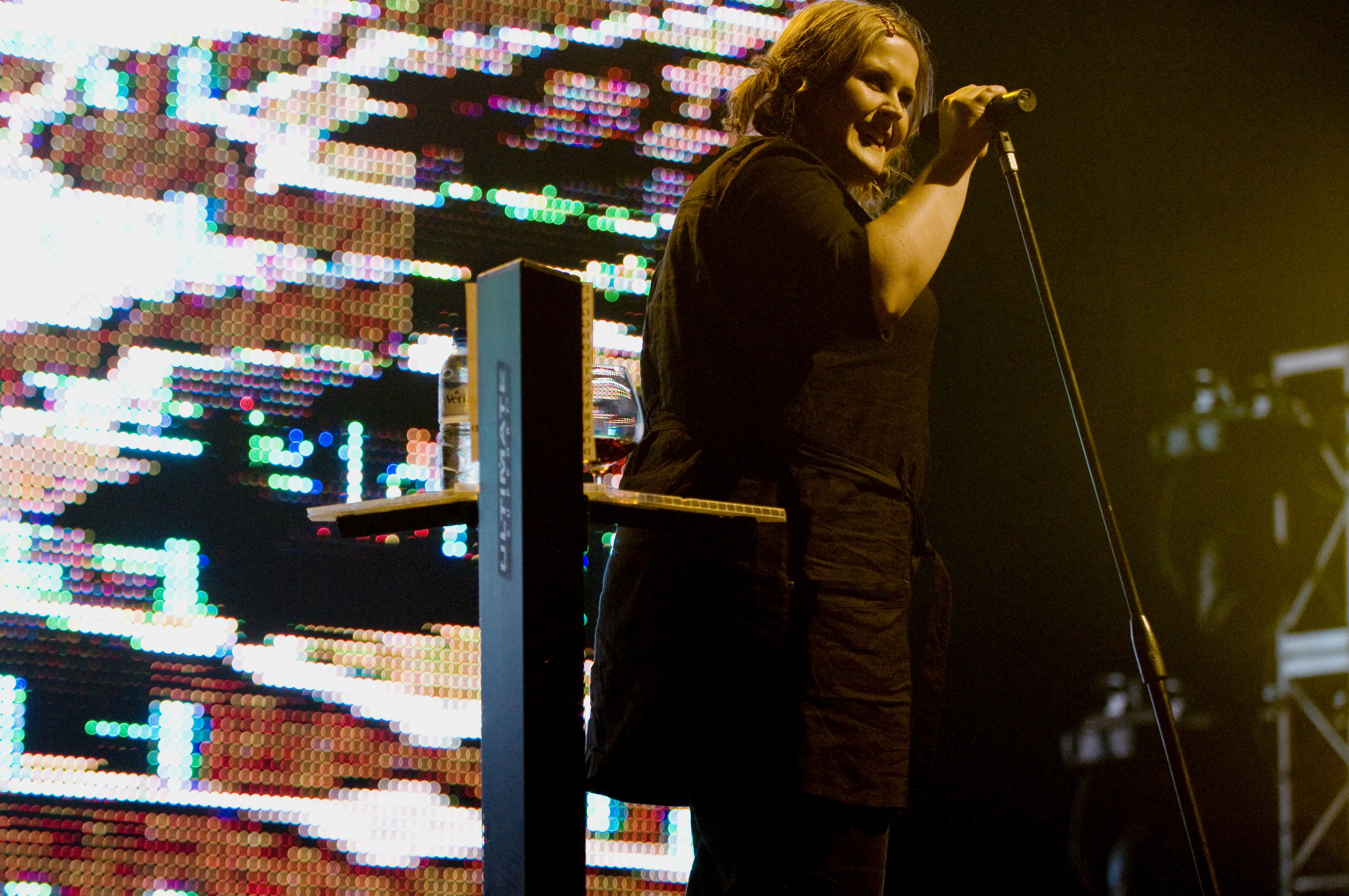
Alison Moyet en concert avec Yazoo à Barcelone le 21 juin 2008.

Peu après la dissolution de Yazoo, cette même année 1983, Vince Clarke fonde The Assembly, un concept encore plus éphémère que Yazoo. C'est seulement en 1985 que Vince Clarke trouvera sa voix en la personne d'Andy Bell et formera son groupe actuel, Erasure, qui dure depuis 40 ans et jouit toujours d'un solide succès dans certains pays européens comme la Grande-Bretagne, l'Allemagne et la Suède, ou bien encore en Amérique du Sud, notamment en Argentine.
De son côté, Alison Moyet a mené une carrière solo plutôt réussie, mais sans parvenir à exporter sa musique hors de la Grande-Bretagne, en dépit d'une poignée d'albums solo d'obédience variété soul et blues tout à fait honorables.
En 1999, la maison de disques Mute Records sort une compilation rassemblant tous les simples publiés par le groupe durant son année d'existence (de 1982 à 1983), accompagnés de quelques remixes les remettant au goût du jour.
Nullement fâchés, Alison Moyet et Vince Clarke sont toujours restés en contact et ont même temporairement reformé Yazoo en juin et juillet 2008, le temps d'une mini-tournée de quelques concerts en Grande-Bretagne ainsi qu'en Allemagne.

## Discographie

### Albums
| Année | Titre              | Charts UK | Temps passé dans les charts | Dates d'entrée & sortie charts |
| ----- | ------------------ | --------- | --------------------------- | ------------------------------ |
| 1982  | Upstairs at Eric's | 2         | 63 semaines                 | 04/09/1982 - 18/02/1984        |
| 1983  | You and Me Both    | 1         | 20 semaines                 | 16/07/1983 - 21/01/1984        |

### Singles
| Année | Titre                  | Charts UK | Temps passé dans les charts | Dates d'entrée & sortie charts | Album              |
| ----- | ---------------------- | --------- | --------------------------- | ------------------------------ | ------------------ |
| 1982  | Only You               | 2         | 14 semaines                 | 17/04/1982 - 17/07/1982        | Upstairs at Eric's |
| 1982  | Don't Go               | 3         | 11 semaines                 | 17/07/1982 - 25/09/1982        | Upstairs at Eric's |
| 1982  | The Other Side of Love | 13        | 11 semaines                 | 20/11/1982 - 29/01/1983        | ...                |
| 1983  | Nobody's Diary         | 3         | 12 semaines                 | 21/05/1983 - 24/05/2008        | You and Me Both    |

### Compilations etlive
- Only Yazoo - The Best of Yazoo (1999)
- The Best of Yaz (1999) (Version américaine de la compilation mentionnée ci-dessus)
- In Your Room (Coffret 3 CD/1 DVD : les 2 albums remasterisés, faces B, remixes, vidéos & interview) (2008)
- Reconnected Live (2010)
- The Collection (2012)
- Four Pieces (2018)

### Reprises
En 1983, le groupe The Flying Pickets fit une reprise a cappella d’Only You qui entra dans les charts (no 1 au Royaume-Uni, en Irlande et en Allemagne) et Don't Go fut samplé par le morceau de dance de Latino Party : Esta Loca.
Depuis la fin des années 1990, avec le retour en grâce des années 1980, certaines chansons de Yazoo font régulièrement l'objet de remixes et de reprises par d'autres artistes aux qualités disparates.
- En 2006, on notera la reprise de Don't Go par Starting Rock, presque identique à l'originale.
- La même année, il y eut la reprise en version bossa nova de Don't Go par Nouvelle Vague dans leur second album Bande à part.
- En 2011, Tom Smith et Andy Burrows de Smith & Burrows ont à leur tour repris une chanson de Yazoo, en l'occurrence Only You, dans leur album Funny Looking Angels.
- En 2015, Kylie Minogue reprend Only You sur son album de Noël Kylie Christmas.
- En 2017, une reprise de Only You par Selena Gomez pour la BO de la série Netflix 13 Reasons Why.
- La même année, une reprise de Only You par le groupe norvégien Flunk (en) a été utilisée pour la série Netflix Designated Survivor.
- En 2019, le collectif house de DJ Riton and Oliver Heldens sample un riff synthétique du titre Don't Go dans le cadre de son tube dance Turn Me On ft. Vula.

En 2010, la version de Yazoo est utilisée comme musique de Don't Go, un film d'animation turc de court métrage réalisé par Turgut Akacik.
Également dans la série Fringe en 2013, Walter écoute cette dernière version.